# Aurel Zahan
Aurel Zahan (n. 8 august 1938, București, România – d. 2010) a fost un jucător român de polo pe apă. A concurat la Jocurile Olimpice de vară din 1956, la Jocurile Olimpice de vară din 1960 și la Jocurile Olimpice de vară din 1964.
A fost membru al clubului sportiv „Dinamo București” al Ministerului Afacerilor Interne și a avut gradul de sublocotenent (în 1958) și de locotenent major (în 1968).

## Distincții
- Medalia Muncii (9 mai 1958) „cu prilejul aniversării a 10 ani de la înființarea Clubului sportiv «Dinamo» și pentru rezultate deosebite obținute în dezvoltarea activității sportive”[3]
- Medalia „Meritul Sportiv” clasa I (8 mai 1968) „pentru contribuția deosebită adusă la dezvoltarea mișcării de cultură fizică și sport și pentru merite deosebite în activitatea sportivă de performanță, cu prilejul împlinirii a 20 de ani de la înființarea Clubului sportiv «Dinamo»-București al Ministerului Afacerilor Interne”[4]